# Corynosoma seropedicus
Corynosoma seropedicus är en hakmaskart som beskrevs av Machado 1970. Corynosoma seropedicus ingår i släktet Corynosoma och familjen Polymorphidae. Inga underarter finns listade i Catalogue of Life.